# Piazza Ventidio Basso
Piazza Ventidio Basso si apre su di un ampio spazio irregolare nel centro storico di Ascoli Piceno, nel quartiere di San Giacomo.
Appare contornata da edifici quali la chiesa dei Santi Vincenzo e Anastasio, annoverata tre le chiese romaniche più antiche della città, il fianco settentrionale della chiesa di San Pietro Martire, una casa medioevale,  edifici rimaneggiati in epoca rinascimentale ed alcuni esempi di torri gentilizie, sia integre che decurtate o inglobate negli edifici. Sempre dalla piazza è possibile vedere la chiesa di Sant'Onofrio posizionata nelle immediate vicinanze.
Da questa piazza, ogni anno, si avvia il corteo storico del Torneo cavalleresco della Quintana, dopo che i figuranti di tutti i Sestieri vi si sono raccolti.

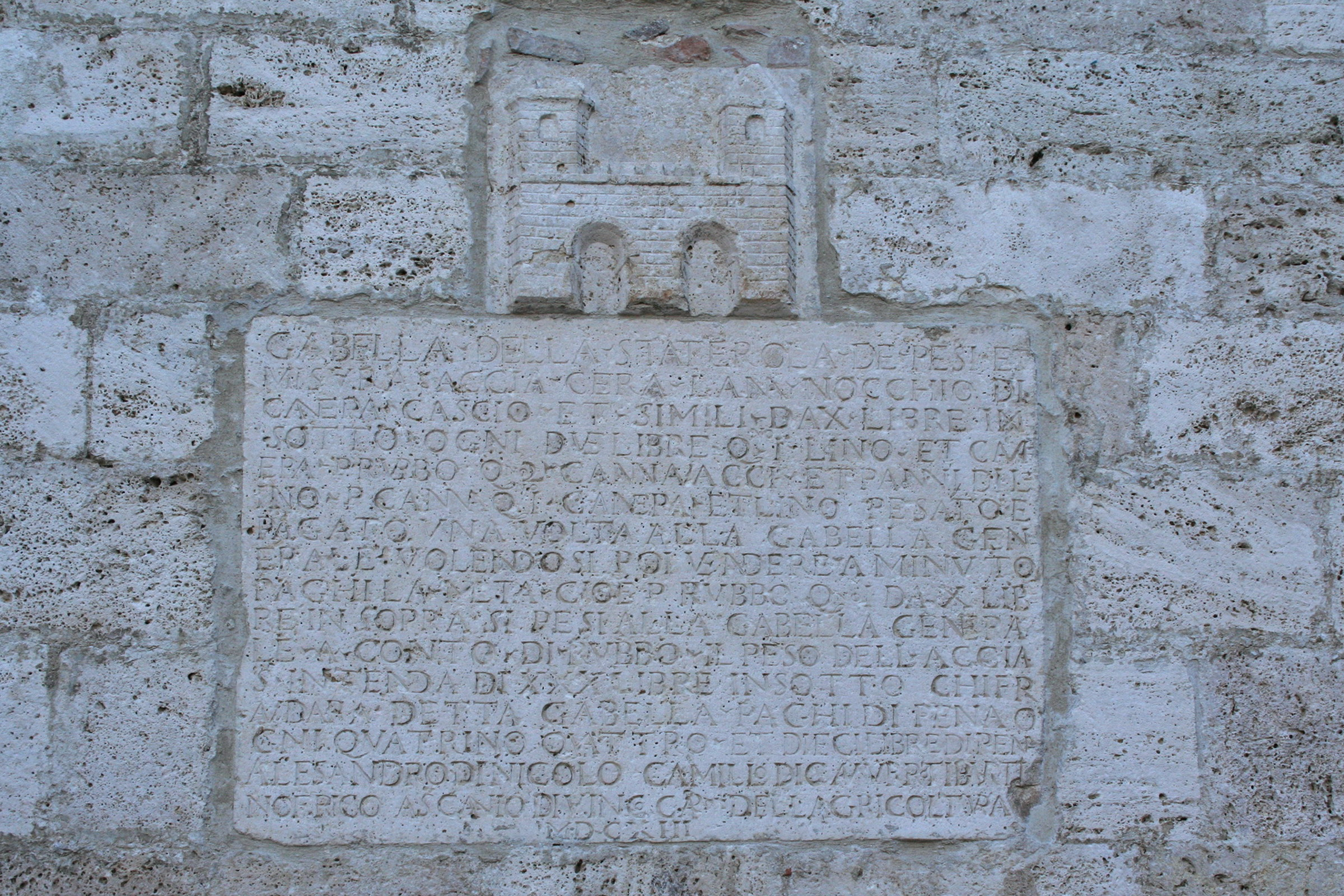
Gabella della Staterola

## Storia e descrizione
Fu chiamata "platea S. Anastaxij", ma anche "piazza di sotto" e "piazza delle donne".
Dall'epoca romana fino al XVII secolo fu il maggiore fulcro commerciale della città. 
Qui si allestiva il mercato degli artigiani ascolani che commerciavano le lane, le tele, i filati ed altre produzioni delle manifatture legate al mondo della tessitura.
A memoria della vocazione commerciale di questa area si trova, ancora oggi, una pietra murata nella parete della chiesa di San Pietro Martire, apposta nell'anno 1613, recante le disposizioni che regolavano il commercio e gli scambi per evitare che vi fossero frodi nelle vendite di accia, lino, lana, cera, nocchio, canapa, cacio e simili.
Un'altra pietra, simile a questa, era stata murate in Piazza Quartarola, l'attuale piazza Roma per disciplinare il commercio del grano ed altri cereali.
La pietra delle regole commerciali detta “Gabella della Staterola” è sormontata da un altro blocco di travertino, su cui sono scolpiti i simboli delle insegne della città: la galleria merlata tra due torri di diversa altezza.
Testo dell'incisione:
«GABELLA DELLA STATEROLA DE PESI ET MISURA ACCIA CERA LANA NOCCHIO DI CANEPA CASCIO ET SIMILI DA X LIBRE IN SOTTO OGNI DUE LIBRE Q°1 LINO ET CANEPA P. RUBBO Qno 2 CANNAVACCI ET PANNI DI LINO P. CANNA Qno 1 CANEPA ET LINO PESATO E PAGATO UNA VOLTA ALLA GABELLA GENERALE VOLENDOSI POI VENDERE A MINUTO PAGHI LA METÀ CIOÈ P.RUBBO Qno I DA X LIBRE IN SOPRA SI PESI ALLA GABELLA GENERALE A CONTO DI RUBBO IL PESO DELL'ACCIA S'INTENDA DI XXX LIBRE IN SOTTO CHI FRAUDARÀ DETTA GABELLA PAGHI DI PENA OGNI QUATRINO QUATTRO ET DIECI LIBRE DI PENA ALESSANDRO DI NICOLO CAMILLO DI CAMURRO TIBURTINO FRICO ASCANIO DI VINCO CAP. DELL'AGRICOLTURA MDCXIII»